# 新普里切皮利夫卡
48°25′19″N 36°21′27″E / 48.42194°N 36.35750°E
新普里切皮利夫卡（烏克蘭語：Новопричепилівка），是烏克蘭中部第聶伯羅彼得羅夫斯克州錫內利尼科韋區的村落。處於薩馬拉河右岸，分別距離小米科萊夫卡0.5公里和彼得里夫卡3公里，海拔高度74米，2001年人口34。